# John Carpenter (atleta)
John Carpenter (Washington D. C., Estados Unidos, 7 de diciembre de 1884-Chicago, 4 de junio de 1933) fue un atleta estadounidense, famoso por formar parte de una célebre controversia producida en los Juegos Olímpicos de Londres 1908.

## Controversia en la final de los 400 metros
En la final de los 400 metros lisos, participaban cuatro corredores: tres eran estadounidenses —entre ellos Carpenter— y el británico Wyndham Halswelle. Carpenter iba primero en la recta final mientras el británico intentaba superarlo, lo que él impedía bloqueándolo con su codo derecho, regla que estaba permitida en Estados Unidos, pero no en Reino Unido. Finalmente llegó en primer lugar, pero por el blocaje ilegal la carrera fue cancelada y Carpenter descalificado.
Poco después, la carrera se repitió aunque solo participó el británico, ya que los otros dos atletas estadounidenses —John Taylor y William Robbins— rehusaron participar en señal de protesta y apoyo a Carpenter. El británico Halswelle realizó el único walkover —carrera o competición de un único participante— en el atletismo olímpico.